# 東逗子駅
東逗子駅（ひがしずしえき）は、神奈川県逗子市沼間一丁目にある、東日本旅客鉄道（JR東日本）横須賀線の駅である。駅番号はJO 05。

## 歴史
地元住民が「沼間」の名称で設置を要望した請願駅であり、建設に当たって用地を地元地主が提供し、工事費の一部を住民らの募金により賄った。

### 年表
- 1947年（昭和22年）：沼間・桜山青年会からの要望により、沼間駅建設促進実行委員会が結成される[5][4]。
- 1951年（昭和26年）11月：着工[4]。
- 1952年（昭和27年）4月1日：日本国有鉄道横須賀線逗子駅 - 田浦駅間に開業。旅客・手荷物・小荷物の取り扱いを開始[6][5][4]。
- 1969年（昭和44年）：跨線橋を建設[5]。
- 1980年（昭和55年）7月1日：荷物扱い廃止[1]。
- 1987年（昭和62年）4月1日：国鉄分割民営化に伴い、東日本旅客鉄道（JR東日本）の駅となる[1]。
- 1993年（平成5年）
  - 3月：みどりの窓口営業開始[7]。
  - 11月10日：自動改札機を設置[8]。
- 2001年（平成13年）11月18日：ICカード「Suica」の利用が可能となる。
- 2007年（平成19年）
  - 6月29日：みどりの窓口の営業を終了。
  - 6月30日：指定席券売機を導入。

## 駅構造
相対式ホーム2面2線を有する地上駅である。駅舎は上り線ホーム大船方にあり、上下線のホームは跨線橋で結ばれている。横浜統括センター（逗子駅）管理の業務委託駅（JR東日本ステーションサービスが受託）となっている。但し、お客さまサポートコールシステムが導入されており、一部時間帯は遠隔対応のため改札係員は不在となる。自動券売機・多機能券売機・指定席券売機・自動改札機・自動精算機が設置されており、いずれもSuicaの利用が可能である。
多機能トイレが1番線ホーム側に設置されている他、跨線橋にエレベーターとエスカレーターが設置されている。
駅に隣接するJR東日本の敷地内にローソン・スリーエフがある。改札内に売店は無く、飲料自動販売機が上下ホームに設置されている。

### のりば
| 番線 | 路線                   | 方向 | 行先                     |
| ---- | ---------------------- | ---- | ------------------------ |
| 1    | 横須賀・総武線（快速） | 上り | 横浜・東京・千葉方面     |
| 2    | 横須賀線               | 下り | 田浦・横須賀・久里浜方面 |

（出典：JR東日本:駅構内図）

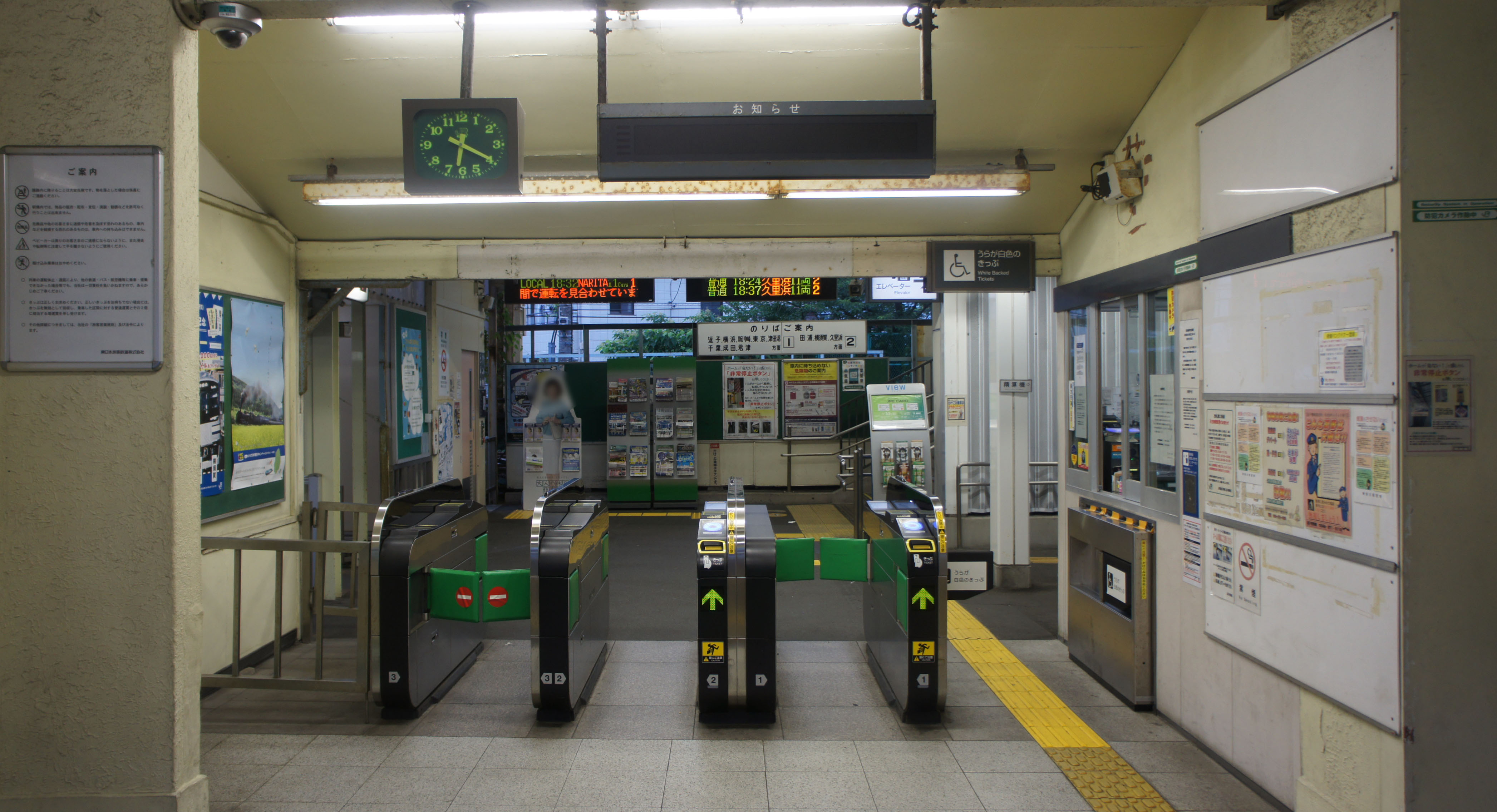
改札口（2019年6月）
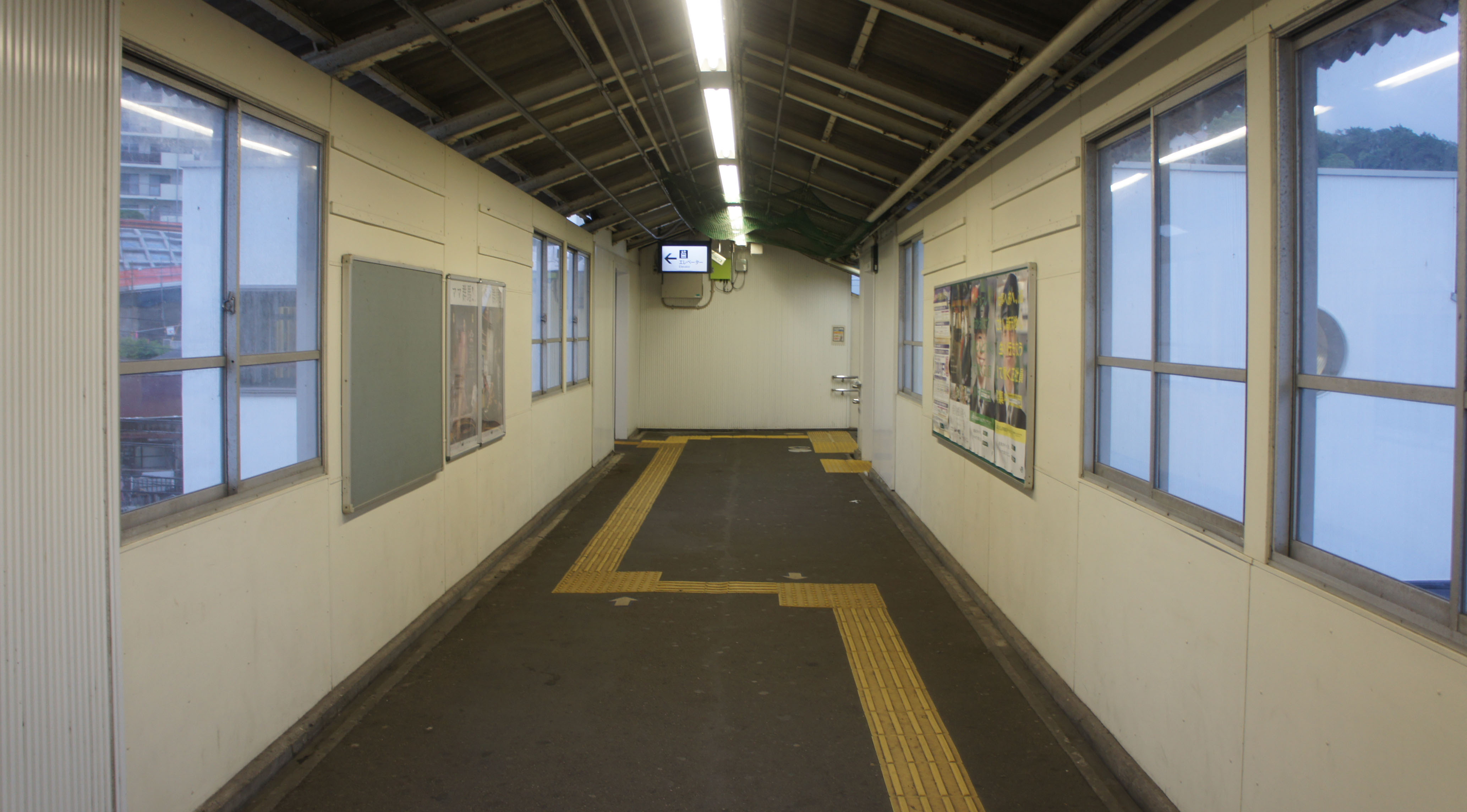
跨線橋（2019年6月）
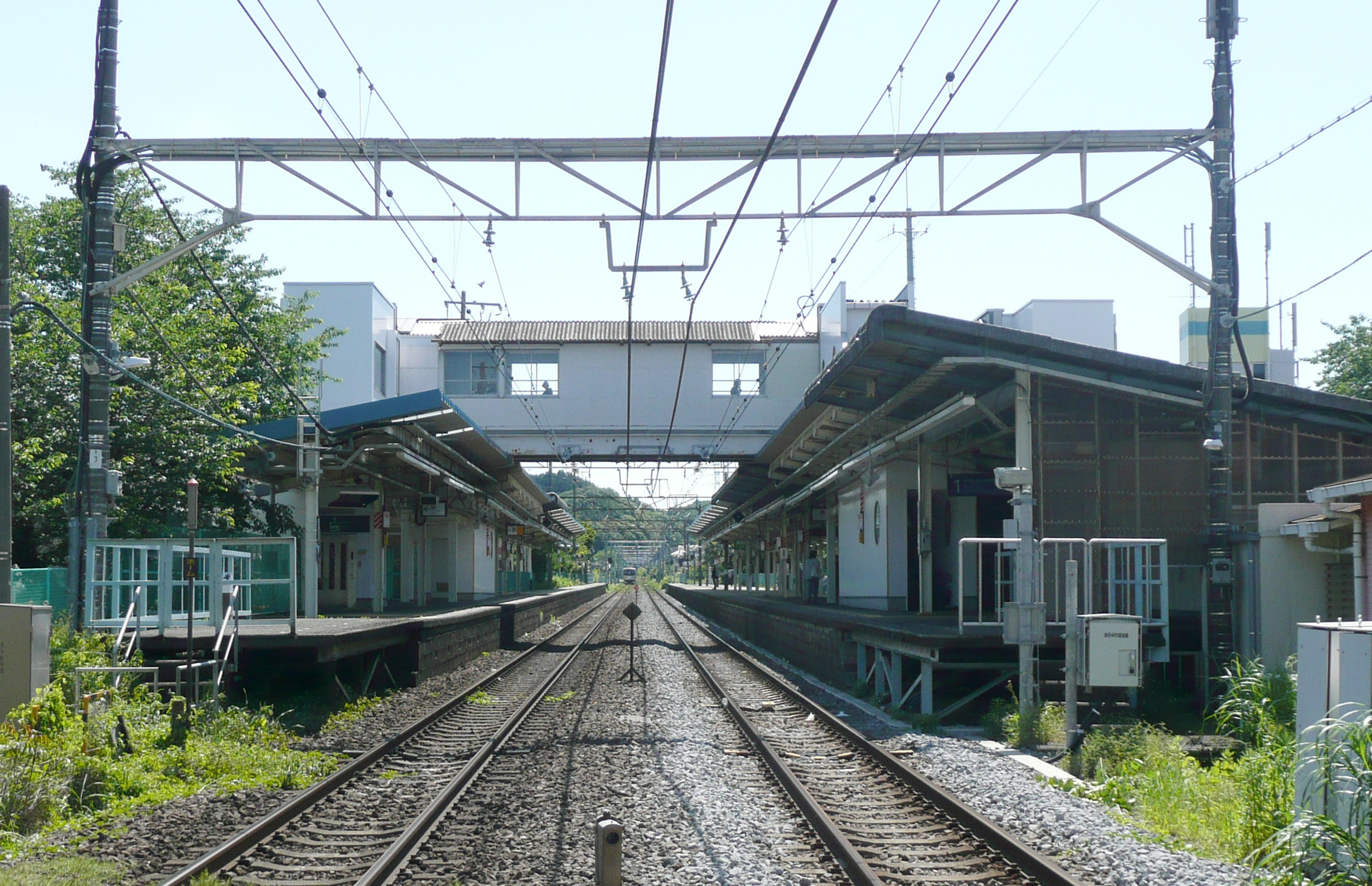
大船方の踏切からホームを望む（2012年5月）
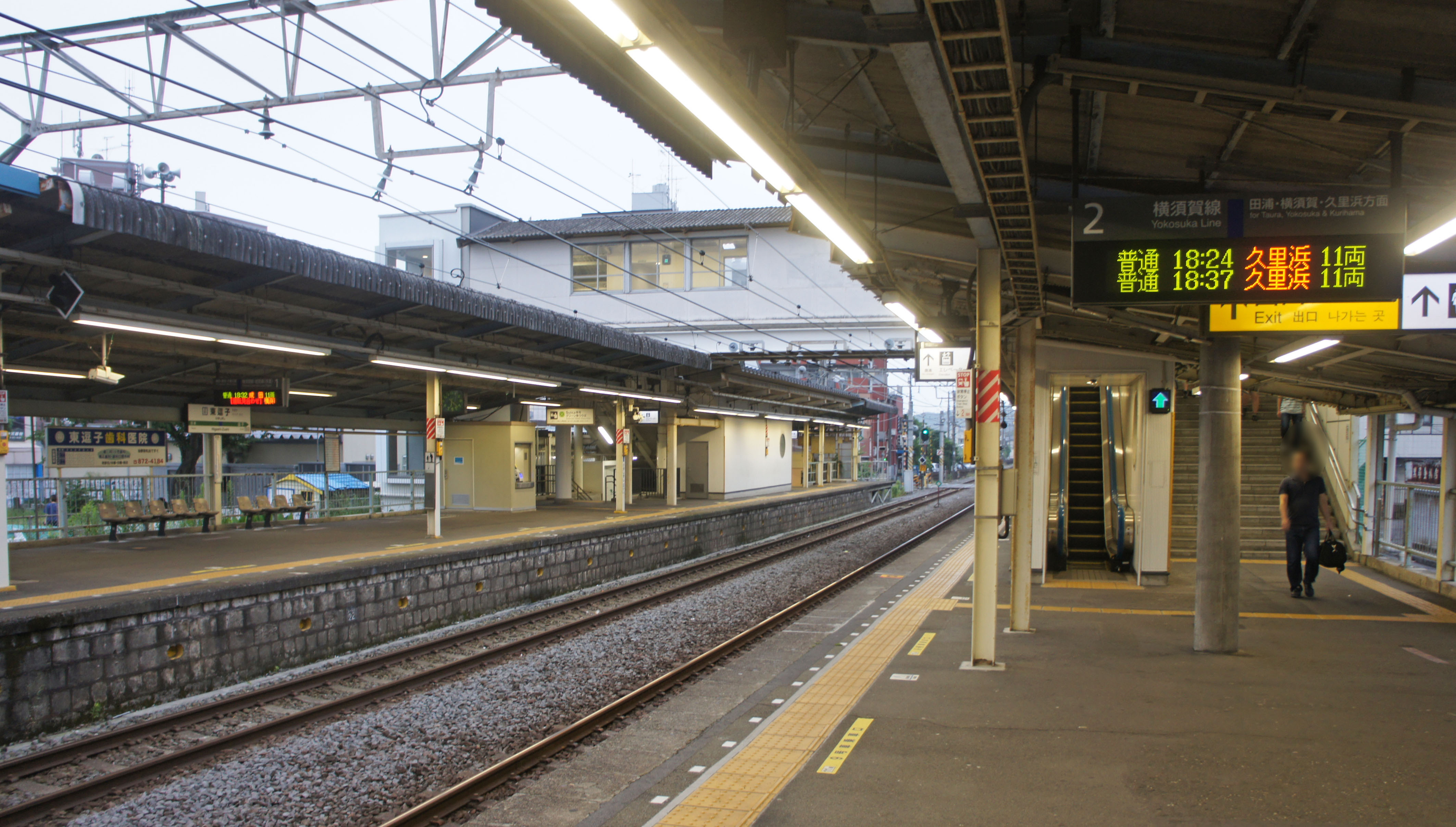
ホーム（2019年6月）

## 利用状況
2023年度（令和5年度）の1日平均乗車人員は4,453人である。横須賀線の駅では田浦駅に次いで2番目に少ない。
1995年度（平成7年度）以降の推移は下記の通り。
| 年度               | 1日平均 乗車人員 |
| ------------------ | ---------------- |
| 1995年（平成07年） | 6,003            |
| 2000年（平成12年） | 5,610            |
| 2001年（平成13年） | 5,587            |
| 2002年（平成14年） | 5,556            |
| 2003年（平成15年） | 5,510            |
| 2004年（平成16年） | 5,379            |
| 2005年（平成17年） | 5,359            |
| 2006年（平成18年） | 5,327            |
| 2007年（平成19年） | 5,314            |
| 2008年（平成20年） | 5,402            |
| 2009年（平成21年） | 5,332            |
| 2010年（平成22年） | 5,269            |
| 2011年（平成23年） | 5,198            |
| 2012年（平成24年） | 5,218            |
| 2013年（平成25年） | 5,250            |
| 2014年（平成26年） | 5,060            |
| 2015年（平成27年） | 5,158            |
| 2016年（平成28年） | 5,124            |
| 2017年（平成29年） | 5,136            |
| 2018年（平成30年） | 5,070            |
| 2019年（令和元年） | 4,944            |
| 2020年（令和02年） | 3,933            |
| 2021年（令和03年） | 4,150            |
| 2022年（令和04年） | 4,345            |
| 2023年（令和05年） | 4,453            |

## 駅周辺
当駅は田越川沿いの平地に立地し、周囲に小さな商店街がある他は住宅地となっている。駅前にはロータリー状のタクシー乗り場があるが、路線バスの乗入は無い。
また、神武寺・鷹取山ハイキングコースと二子山自然遊歩道の入口の一つであるため、シーズン中は観光客の利用も多い。
公共・厚生施設、神社仏閣など
- 桜山中央公園
- 第一運動公園[12]
- 神奈川県逗子警察署
- 東逗子医院
- 東逗子整形外科クリニック
- 逗子病院
- 神武寺

文教施設
- 神奈川県立逗子葉山高等学校
- 逗子市立沼間小学校

商業
- 商工会館
- 東逗子駅前ビル
  - スズキヤ 東逗子店
- 東逗子駅前商店街
- 東逗子東栄会
- 東逗子郵便局

その他
- 池子住宅地区及び海軍補助施設 - 在日米軍が使用。5月に開放日がある。

## バス路線
駅前にバス停は設置されておらず、県道24号上にある「東逗子」が最寄りである。全路線京浜急行バスにより運行されている。
- 東方向
  - 逗19：グリーンヒル行
  - 逗20・逗21：田浦駅行
- 西方向
  - 逗19・逗20・逗21：逗子駅行

## 隣の駅
東日本旅客鉄道（JR東日本）
 横須賀線
逗子駅 (JO 06) - 東逗子駅 (JO 05) - 田浦駅 (JO 04)

### 記事本文